# Project Blue Book (Fernsehserie)
Project Blue Book – Die unheimlichen Fälle der U.S. Air Force ist eine amerikanische Science-Fiction-Fernsehserie. Sie basiert auf der Arbeit von J. Allen Hynek (gespielt von Aidan Gillen) an dem Project Blue Book, Ermittlungen der United States Air Force zu angeblichen UFO-Sichtungen.
Zwei Staffeln mit je zehn Episoden erschienen 2019 und 2020 in den Vereinigten Staaten bei History und in Deutschland bei TVNOW.

## Handlung
„Diese Serie wurde inspiriert von Dr. J. Allen Hyneks Untersuchungen für die U.S. Air Force über die Existenz von UFOs.
Die gezeigten Fälle basieren auf realen Ereignissen.“

Die Serie behandelt in fiktionalisierten Dramatisierungen reale Fälle aus den 1950ern des Project Blue Book, mit dem die United States Air Force angebliche UFO-Sichtungen untersuchte. Der Air-Force-Veteran Captain Michael Quinn zieht 1952 den Astrophysiker J. Allen Hynek hinzu und arbeitet fortan mit diesem als Partner. Weil die offizielle Position der Regierung ist, dass es Außerirdische definitiv nicht gibt, findet Quinn sich mit einfachen Lösungen zur Widerlegung der Sichtung schnell ab, um den Fall früh abzuschließen; Hynek glaubt zwar auch nicht an Außerirdische, aber ist gründlicher und gibt sich nicht leicht zufrieden. Während die meisten Sichtungen durch Bürger sich als Irrtümer und Fälschungen herausstellen, stoßen sie auch immer mehr auf Unerklärliches und Beweise für Außerirdische und UFOs.
Vor dem Hintergrund des Kalten Krieges und einer Atomwaffenparanoia vermuten ihre Vorgesetzten, zwei Generäle, obwohl sie mehr über die Existenz Außerirdischer zu wissen scheinen, hinter angeblichen Angriffen stets die Russen und fordern vor allem Loyalität und Patriotismus. Hyneks Frau Mimi, die mit der Zeit sich stärker in die Fälle und Recherchen involviert, wiederum wird gleichzeitig von einer KGB-Agentin ausspioniert und infiltriert.

## Episodenliste
| St. | Ep. | Veröffentlichung USA | Veröffentlichung USA | Veröffentlichung Deutschland |
| St. | Ep. | Premiere             | Finale               | Veröffentlichung Deutschland |
| --- | --- | -------------------- | -------------------- | ---------------------------- |
| 1   | 10  | 8. Jan. 2019         | 12. März 2019        | 15. Okt. 2019                |
| 2   | 10  | 21. Jan. 2020        | 24. März 2020        | 1. Mai 2020                  |

### Staffel 1
| Nr. (ges.) | Nr. (St.) | Deutscher Titel                              | Originaltitel                 | Erstausstrahlung USA | Deutschsprachige Erstveröffentlichung (D) | Regie            | Drehbuch                        | realer Fall                               |
| --- | --------- | -------------------------------------------- | ----------------------------- | -------------------- | ----------------------------------------- | ---------------- | ------------------------------- | ----------------------------------------- |
| 1 | 1         | Quinn und Hynek und das geheimnisvolle Licht | The Fuller Dogfight           | 8. Jan. 2019         | 15. Okt. 2019                             | Robert Stromberg | David O’Leary                   | Gorman Dogfight                           |
| Dr. J. Allen Hynek wird von Cpt. Michael Quinn für das Project Blue Book angeheuert. Pilot Henry Fuller gerät im Himmel von Fargo angeblich in einen Luftkampf mit einem Raumschiff. Quinn hält das Objekt für ein Wetterballon. Beim Nachstellen der Flugroute stürzen Quinn und Hynek ab. |           |                                              |                               |                      |                                           |                  |                                 |                                           |
| 2 | 2         | Flatwoods Monster                            | The Flatwoods Monster         | 15. Jan. 2019        | 15. Okt. 2019                             | Robert Stromberg | Sean Jablonski                  | Flatwoods Monster                         |
| In Flatwoods wollen eine Mutter und ihre Kinder gesehen haben, wie ein Raumschiff abstürzte und diesem ein Außerirdischer entstieg, was in den Bewohnern Feindseligkeit gegen die Familie erzeugt. |           |                                              |                               |                      |                                           |                  |                                 |                                           |
| 3 | 3         | Das Rätsel von Lubbock                       | The Lubbock Lights            | 22. Jan. 2019        | 15. Okt. 2019                             | Pete Travis      | Harley Peyton                   | Lubbock-Lichter                           |
| In Lubbock kommt es nachts zu einem stadtweiten Stromausfall. Am Himmel sind darauf Lichter in V-Formation zu beobachten. |           |                                              |                               |                      |                                           |                  |                                 |                                           |
| 4 | 4         | Operation Paperclip                          | Operation Paperclip           | 29. Jan. 2019        | 15. Okt. 2019                             | Pete Travis      | David O’Leary & Thania St. John | Charles-Whitted-UFO-Vorfall               |
| Nachdem ein Farmer die Sichtung eines zigarrenförmigen Flugobjekts beschreibt, stellt Quinn Hynek den Raketeningenieur Wernher von Braun vor, der durch die Operation Paperclip in die Staaten gebracht worden war. Henry Fuller warnt Hyneks Frau Millie, dass sie alle in Gefahr seien. |           |                                              |                               |                      |                                           |                  |                                 |                                           |
| 5 | 5         | Foo-Fighter                                  | Foo Fighters                  | 5. Feb. 2019         | 15. Okt. 2019                             | Norma Bailey     | David O’Leary & Emily Brochin   | Foo-Fighter                               |
| Indem er Fullers Hinweisen folgt, stößt Hynek mit Quinn auf eine geheime Gruppe von Veteranen des Zweiten Weltkrieges, die im Luftkampf UFO-Sichtungen gehabt haben wollen und behaupten, immer noch mit den Außerirdischen zu kommunizieren. Hynek und Quinn suchen ein Labor, in dem solchen Veteranen die Erinnerungen gelöscht werden könnten, doch es ist plötzlich nicht mehr da und als Fuller erscheint, zündet er sich selbst an.         |           |                                              |                               |                      |                                           |                  |                                 |                                           |
| 6 | 6         | Grüne Feuerbälle                             | The Green Fireballs           | 12. Feb. 2019        | 15. Okt. 2019                             | Norma Bailey     | Harley Peyton                   | Grüne Feuerbälle                          |
| Auf einem militärischen Raketentestgelände sichten Soldaten grüne Feuerbälle, die offiziell als Meteoriten abgetan werden. Ein mysteriöser Fremder führt Hynek mit Hinweisen zu einem geheimen Artefakt aus der Basis. |           |                                              |                               |                      |                                           |                  |                                 |                                           |
| 7 | 7         | Verschwunden im Wald                         | The Scoutmaster               | 19. Feb. 2019        | 15. Okt. 2019                             | Thomas Carter    | Aaron Rapke & Stewart Kaye      | Sonny DesVergers                          |
| Nach einer Sichtung durch eine Pfadfindergruppe ist deren Gruppenführer verschwunden. Hynek ermittelt in dem Fall allein, während Quinn sich um einen russischen Spion kümmern soll, der angeblich das Material aus der Basis entwendet hat. |           |                                              |                               |                      |                                           |                  |                                 |                                           |
| 8 | 8         | Unerklärlicher Hass                          | War Games                     | 26. Feb. 2019        | 15. Okt. 2019                             | Thomas Carter    | Thania St. John                 | UFO-Sichtungen der US-Armee im Koreakrieg |
| Auf einem Militärstützpunkt soll es einen außerirdischen Angriff gegeben haben. Die Soldaten zeigen sich äußerst aggressiv und feindlich, auch gegeneinander. Hynek findet ein Nervengift, mit dem sie als Militärexperiment infiziert und verwirrt wurden. Ein Captain stiehlt Hynek das Artefakt, das dem mysteriösen Fremden in die Hände fällt.                                                                                                |           |                                              |                               |                      |                                           |                  |                                 |                                           |
| 9 | 9         | Außerirdischer Kontakt?                      | Abduction                     | 5. März 2019         | 15. Okt. 2019                             | Alex Graves      | Sean Jablonski                  | Betty und Barney Hill                     |
| Gerade als Hynek auf Drängen seiner Frau kündigen will, werden er und Quinn von einem Mann bedroht, der behauptet, von Außerirdischen entführt worden zu sein. Hynek hypnotisiert ihn, um die Erinnerungen daran, was in dem Raumschiff passiert sein soll, zurückzuholen. Als die Polizei eintrifft, wird der Mann angeschossen. |           |                                              |                               |                      |                                           |                  |                                 |                                           |
| 10 | 10        | Kommen sie in Frieden?                       | The Washington Merry-Go-Round | 12. März 2019        | 15. Okt. 2019                             | Alex Graves      | David O’Leary                   | UFO-Vorfall in Washington, D.C.           |
| In Washington, D.C. werden Hynek und Quinn Augenzeugen, wie Objekte über die Hauptstadt hinwegfliegen. Nachdem ihnen ein Video zu Operation Ivy zugespielt wird, indem ein Flugobjekt einen Atomwaffentest vereitelt, schreibt Hynek einen Bericht, dass UFOs real seien. Als die Flugobjekte erneut erscheinen, steigt Quinn in den Himmel zum Luftkampf. Um ihre Stellung zu sichern, liefert Hynek einem Komitee dennoch eine andere Erklärung. |           |                                              |                               |                      |                                           |                  |                                 |                                           |

### Staffel 2
| Nr. (ges.) | Nr. (St.) | Deutscher Titel                   | Originaltitel                  | Erstausstrahlung USA | Deutschsprachige Erstveröffentlichung (D) | Regie           | Drehbuch       | realer Fall                                   |
| --- | --------- | --------------------------------- | ------------------------------ | -------------------- | ----------------------------------------- | --------------- | -------------- | --------------------------------------------- |
| 11 | 1         | Der Roswell-Zwischenfall (Teil 1) | The Roswell-Incident – Part I  | 21. Jan. 2020        | 1. Mai 2020                               | Deran Sarafian  | David O’Leary  | Roswell-Zwischenfall                          |
| Sechs Jahre nachdem in Roswell angeblich ein Raumschiff abgestürzt sei, will jemand aus der Stadt enthüllen, was damals wirklich passiert ist und von General Harding vertuscht worden war. Quinn und Hynek sollen den Fall nun offiziell abschließen. |           |                                   |                                |                      |                                           |                 |                |                                               |
| 12 | 2         | Der Roswell-Zwischenfall (Teil 2) | The Roswell-Incident – Part II | 28. Jan. 2020        | 1. Mai 2020                               | Deran Sarafian  | Sean Jablonski | Roswell-Zwischenfall, Santilli-Film           |
| Bevor Harding mit einem Bürger im Fernsehen auftreten soll, um Gerüchte eines neuen Absturzes zu zerstreuen, finden Quinn und Hynek scheinbar das Skelett eines Außerirdischen und einen Film, der die Autopsie zeigen soll. |           |                                   |                                |                      |                                           |                 |                |                                               |
| 13 | 3         | Area 51                           | Area 51                        | 4. Feb. 2020         | 1. Mai 2020                               | Pete Travis     | Alec Wells     | Jonathan Lovette                              |
| Als auf einem Stützpunkt der CIA in Nevada ein Soldat angeblich von einem Raumschiff entführt wird, werden Quinn und Hynek nach Area 51 gebracht, wo sie mehr entdecken, als sie sehen sollten. |           |                                   |                                |                      |                                           |                 |                |                                               |
| 14 | 4         | Was auf dem Land beginnt …        | Hopkinsville                   | 11. Feb. 2020        | 1. Mai 2020                               | Pete Travis     | Harley Peyton  | Kelly-Hopkinsville-Begegnung                  |
| Im ländlichen Kentucky behauptet eine Familie, einen Angriff Außerirdischer abgewehrt zu haben. Hynek und Quinn werden in das Projekt MKULTRA der CIA eingeführt, die mit Präkognition experimentiert, weswegen Hynek den mysteriösen Fremden erwähnt. Auch Mimi fährt nach Kentucky und findet die Lösung des Falls. |           |                                   |                                |                      |                                           |                 |                |                                               |
| 15 | 5         | Man in Black                      | The Men in Black               | 18. Feb. 2020        | 1. Mai 2020                               | Wendey Stanzler | Emily Brochin  | Vorfall von Maury Island                      |
| Hynek wurde von dem mysteriösen Fremden entführt. Das Artefakt, das der Schlüssel für einen Erstkontakt sein soll, stamme von einem Raumschiffabsturz vor sechs Jahren bei Maury Island vor Washington. Um an mehr zu gelangen, fahren sie dorthin. Mimi, Quinn und der CIA-Kontakt Daniel Blake tun sich zusammen, um ihn zu retten. |           |                                   |                                |                      |                                           |                 |                |                                               |
| 16 | 6         | Unheimliche Begegnung             | Close Encounters               | 25. Feb. 2020        | 1. Mai 2020                               | Wendey Stanzler | Linda Burstyn  | George Adamski                                |
| Die Episode beginnt in der Zukunft der bisherigen Handlung 1977 am Set des Films Unheimliche Begegnung der dritten Art, bei dem Hynek als Berater fungierte. Er und Mimi blicken mit einer Reporterin auf das Robertson Panel zurück. Dieses war von der CIA zur Überprüfung der Arbeit von Project Blue Book eingerichtet. Hynek und Quinn sollen mit ihren Fällen den Ausschuss überzeugen, dass ihre Arbeit notwendig ist und weitergeführt werden sollte. Da wird Hynek von einem Mann kontaktiert, der behauptet, handfeste Beweise für eine Unheimliche Begegnung der dritten Art, also direkten Kontakt mit Außerirdischen, zu haben. |           |                                   |                                |                      |                                           |                 |                |                                               |
| 17 | 7         | Yeenaldlooshii                    | Curse of the Skinwalker        | 3. März 2020         | 1. Mai 2020                               | Norma Bailey    | Harley Peyton  | Skinwalker-Ranch                              |
| Als Hynek und Quinn den Fall einer Familie auf einer Ranch in Utah untersuchen, liefert ihnen deren Nachbar die indianische Legende der Skinwalker. |           |                                   |                                |                      |                                           |                 |                |                                               |
| 18 | 8         | Kommen wir zur Wahrheit           | What Lies Beneath              | 10. März 2020        | 1. Mai 2020                               | John Scott      | Alec Wells     | Hangar 18 der Wright-Patterson Air Force Base |
| Ein Ingenieur auf Quinns Air-Force-Basis behauptet, in deren Hangar 18 gebe es Raumschiffteile aus Roswell. Monate später erhalten Hynek und Quinn in Washington von einem Kontakt zum Kongress geheime Akten. Als sie zur Basis zurückkehren, sind Akten der Generals gestohlen worden – von Mimi. Nachdem es aufgeklärt ist, erhalten Quinn und Hynek einen Anruf von Senator John F. Kennedy. |           |                                   |                                |                      |                                           |                 |                |                                               |
| 19 | 9         | Vor dem Untergang                 | Broken Arrow                   | 17. März 2020        | 1. Mai 2020                               | Norma Bailey    | Linda Burstyn  | Kinross-Vorfall                               |
| Wegen eines Verrats ist Quinn suspendiert worden und auch Hynek will sich eine Auszeit nehmen. Da kommt noch ein letzter Fall ein: in Kanada sei ein Militärflugzeug mit einem UFO kollidiert und auseinandergebrochen. Es stellt sich als russisch heraus und soll eine Atombombe transportiert haben. |           |                                   |                                |                      |                                           |                 |                |                                               |
| 20 | 10        | Letzte Option: Hynek und Quinn!   | Operation Mainbrace            | 24. März 2020        | 1. Mai 2020                               | Loni Peristere  | David O’Leary  | Operation Mainbrace                           |
| Hynek und Quinn erhalten von Kennedy einen Auftrag: bei einer gemeinschaftlichen Marineübung der NATO im Nordatlantik soll ein außerirdisches Flugobjekt aus dem Wasser aufgetaucht sein. Als sie auf ein Schiff gebracht werden, lehnt der Admiral ihre Untersuchung ab und glaubt fest, dass es ein russischer Angriff gewesen war. Um zu verhindern, dass der Admiral einen Krieg auslöst, steigt Quinn in einem U-Boot herab, als das Flugobjekt erneut erscheint; dennoch lässt der Admiral es beschießen. Quinn gilt danach als tot. Nur Hynek glaubt, ihn lebend finden zu können – in der Antarktis.                                 |           |                                   |                                |                      |                                           |                 |                |                                               |

## Besetzung und Synchronisation
Die deutschsprachige Synchronisation entstand durch das Studio Hamburg Synchron unter der Dialogregie von Frank Turba nach Dialogbüchern von Andreas Pollak in der ersten Staffel und von Turba in der zweiten.
| Rolle                  | Beschreibung          | Darsteller          | Synchronsprecher      |           |
| Hauptrollen            | Hauptrollen           | Hauptrollen         | Hauptrollen           |           |
| ---------------------- | --------------------- | ------------------- | --------------------- | --------- |
| Dr. J. Allen Hynek     | Astrophysiker         | Aidan Gillen        | Alexander Brem        |           |
| Cpt. Michael Quinn     | Air-Force-Veteran     | Michael Malarkey    | Jannik Endemann       |           |
| Mimi Hynek             | Hyneks Frau           | Laura Mennell       | Mareile Moeller       |           |
| Susie Miller           | KGB-Agentin           | Ksenia Solo         | Yvonne Greitzke       |           |
| General Hugh Valentine | Gründer des Projekts  | Michael J. Harney   | Axel Lutter           |           |
| General James Harding  | Gründer des Projekts  | Neal McDonough      | Peter Flechtner       |           |
| Nebenrollen            | Nebenrollen           | Nebenrollen         | Nebenrollen           | Staffel   |
| Joel Hynek             | Hyneks Sohn           | Nicholas Holmes     | Manik Gaschina        | 1–2       |
| William                | Man in Black          | Ian Tracey          | Sven Gerhardt         | 1–2       |
| Faye                   | Quinns Sekretärin     | Jill Morrison       | Marion Musiol         | 1–2       |
| Edward Rizzuto         | russischer Spion      | Michael Imperioli   | Johann Fohl           | 1–2       |
| William Fairchild      | Verteidigungsminister | Robert John Burke   | Jens-Uwe Bogadtke     | 1         |
| Lt. Henry Fuller       | Air-Force-Pilot       | Matt O’Leary        | Konrad Bösherz        | 1         |
| Cal Miller             | Susies Kollege        | Currie Graham       | Thomas Schmuckert     | 1         |
| Evan Blake             | UFO-Theoretiker       | Keir O’Donnell      | Christian Intorp      | 2         |
| Daniel Banks           | CIA-Sergeant          | Jerod Haynes        | Peter Sura            | 2         |
| Daria                  | Susies Kollegin       | Sofia Milos         | Julia Blankenburg     | 2         |
| Historische Figuren    | Historische Figuren   | Historische Figuren | Historische Figuren   | Episoden  |
| Donald E. Keyhoe       | UFO-Forscher, Autor   | Adam Greydon Reid   | Matthias Scherwenikas | 1.03      |
| Wernher von Braun      | Nazi-Raketeningenieur | Thomas Kretschmann  | Torben Liebrecht      | 1.04      |
| Harry S. Truman        | US-Präsident          | Bob Gunton          | Hans Bayer            | 1.10      |
| John F. Kennedy        | US-Senator            | Caspar Phillipson   | Fabian Oscar Wien     | 2.08–2.10 |

## Produktion und Ausstrahlung
History bestellte im Mai 2017 die von David O’Leary kreierte Fernsehserie unter dem Titel „Blue Book“ bei Regisseur Robert Zemeckis, der als Executive Producer durch sein Produktionsunternehmen Compari Entertainment fungierte. Die Position des Showrunners hatte Sean Jablonski. Im November 2017 wurden Aidan Gillen als die historische und zentrale Hauptfigur J. Allen Hynek und Laura Mennell als dessen Frau besetzt. Die Dreharbeiten fanden vom Dezember 2017 bis zum Mai 2018 statt. Im Oktober 2018 erhielt die erste Staffel den 8. Januar 2019 als Ausstrahlungstermin. Während der Ausstrahlung der ersten Staffel wurde die Serie im Februar 2019 um eine zweite Staffel verlängert. Die zweite Staffel wurde vom Juli bis zum November 2019 gedreht. Sie wurde ab dem 21. Januar 2020 ausgestrahlt. Im Mai 2020 wurde bekanntgegeben, dass die Serie trotz eines Cliffhangers nicht weiter verlängert wird, da der Sender sich neu ausrichten und nur noch Miniserien produzieren wolle. Unter dem Hashtag Save Blue Books starteten Fans eine Online-Petition, um die Fortsetzung der Serie zu fordern. Der Sender Syfy, der die zwei Staffeln mit einem Podcast begleitet hatte, berichtete im Gespräch mit O’Leary und Jablonski, dass diese bereits Episoden für eine gesamte dritte Staffel ausgearbeitet und beworben hatten.
In Deutschland wurde bei TVNOW die erste Staffel am 15. Oktober 2019 und die zweite Staffel am 1. Mai 2020 veröffentlicht.

## Rezeption

### Zuschauerzahlen
| Ep. | Staffel 1        | Staffel 1    |                  | Staffel 2    | Staffel 2 |
| Ep. | Zuschauer (Mio.) | 18–49 J. (%) | Zuschauer (Mio.) | 18–49 J. (%) |           |
| --- | ---------------- | ------------ | ---------------- | ------------ | --------- |
| 1   | 2,266            | 0,43         | 1,433            | 0,27         |           |
| 2   | 1,880            | 0,30         | 1,342            | 0,20         |           |
| 3   | 1,945            | 0,38         | 1,126            | 0,18         |           |
| 4   | 1,711            | 0,31         | 1,399            | 0,26         |           |
| 5   | 1,389            | 0,25         | 1,091            | 0,17         |           |
| 6   | 1,661            | 0,32         | 1,190            | 0,21         |           |
| 7   | 1,306            | 0,25         | 1,357            | 0,21         |           |
| 8   | 1,452            | 0,30         | 1,320            | 0,22         |           |
| 9   | 1,508            | 0,28         | 1,344            | 0,19         |           |
| 10  | 1,548            | 0,29         | 1,424            | 0,19         |           |

### Kritiken
Judy Berman von der Time kritisierte zwar das Drehbuch, die Figuren und die Dialoge als unterentwickelt, aber schrieb auch, dass sie als übernatürliche Episodenserie der Art Akte X funktioniere: „die Geschichte bewegt sich schnell, die Darstellungen erhöhen das Drehbuch und die Episoden treffen die richtige Balance zwischen Allen und Quinn’s Begegnungen mit exzentrischen Landleuten und einem dunkleren Szenario, das den Handlungsbogen der Staffel vorantreibt.“
Caroline Framke der Variety nannte die Serie „eine solide Verbindung der Episodenstruktur, Science-Fiction-Faszination und sogar einigen Klassenkommentar, wenn ihre Reisen sie unweigerlich zur Arbeiterklasse aufs Land führen, wo die meisten der Sichtungen zu passieren scheinen.“ Aber sie kritisiert die Nebenhandlungen um die Generals und Mimi, die nicht fesselnd genug seien, um eine Show neben Quinn und Hyneks zu kreieren.